# زراقلي العلياء (الريف الغربي)
زراقلي العلياء (بالفارسية: زراقلی بالا) هي منطقة سكنية تقع في إيران في قسم الريف الغربي الريفي. يقدر عدد سكانها بـ 97 نسمة بحسب إحصاء 2016.